# Jean Grumellon
Jean Grumellon, né le 1er juin 1923 à Saint-Servan (Ille-et-Vilaine) et mort le 30 décembre 1991 à Saint-Malo (Ille-et-Vilaine), est un footballeur international français. Avec 154 buts inscrits sous les couleurs du Stade rennais UC, il est le meilleur buteur du club depuis 1956.

## Biographie
Durant sa jeunesse, Jean Grumellon est élève de l’école des mécaniciens de marine à Lorient, dans le Morbihan. Ce n'est qu'à 14 ans qu'il décide de prendre sa licence à Saint-Servan, en Ille-et-Vilaine. Alors que la Seconde Guerre mondiale éclate, il décide de quitter la France avec des camarades et de traverser l'Atlantique pour échapper au régime de Vichy. Il rejoint alors les Forces françaises libres sous l'égide du général de Gaulle. Jean Grumellon décède dans la commune de Saint-Malo à l'âge de 68 ans .

### En club (1947-1957)
Surnommé « La Grume » ou « Le Corsaire », Jean Grumellon commence sa carrière professionnelle en 1947 au Stade rennais UC sous les ordres de Franz Pleyer. Entre 1947 et 1952, il marque 124 buts en 174 matchs. Après un passage de six mois à l'OGC Nice, il est transféré à l'AS Monaco qui évolue en deuxième division puis au Havre AC. Jean Grumellon revient ensuite au Stade rennais UC en 1954. Le club est alors entre-temps descendu d'une division. En deux saisons avec les Rouge et Noir, il marque 30 buts en 70 matchs. Il aura inscrit au total 154 buts en 244 rencontres avec le Stade rennais UC. Il finit sa carrière professionnelle avec l'US Saint-Malo.
En 2022, le magazine So Foot le classe dans le top 1000 des meilleurs joueurs du championnat de France, à la 133e place.

### En sélection (1949-1952)
Titulaire à chaque match, Jean Grumellon est sélectionné à dix reprises avec l'équipe de France. Son bilan total avec les Bleus est de trois victoires, quatre matchs nuls et trois défaites.

#### Matchs et buts internationaux
| #   | Date              | Lieu                                             | Adversaire  | Résultat | Compétition  | But           |
| --- | ----------------- | ------------------------------------------------ | ----------- | -------- | ------------ | ------------- |
| 1.  | 4 juin 1949       | Stade olympique Yves-du-Manoir, Colombes, France | Suisse      | 4-2      | Match amical | 30e           |
| 2.  | 19 juin 1949      | Stade olympique Yves-du-Manoir, Colombes, France | Espagne     | 1-5      | Match amical |               |
| 3.  | 9 octobre 1949    | Stadion JNA, Belgrade, Yougoslavie               | Yougoslavie | 1-1      | Match amical |               |
| 4.  | 30 octobre 1949   | Stade olympique Yves-du-Manoir, Colombes, France | Yougoslavie | 1-1      | Match amical |               |
| 5.  | 27 mai 1950       | Stade olympique Yves-du-Manoir, Colombes, France | Écosse      | 0-1      | Match amical |               |
| 6.  | 3 juin 1951       | Stade Luigi-Ferraris, Gênes, Italie              | Italie      | 4-1      | Match amical | 34e           |
| 7.  | 3 octobre 1951    | Arsenal Stadium, Londres, Angleterre             | Angleterre  | 2-2      | Match amical |               |
| 8.  | 14 octobre 1951   | Stade des Charmilles, Genève, Suisse             | Suisse      | 1-2      | Match amical | 34e           |
| 9.  | 1er novembre 1951 | Stade olympique Yves-du-Manoir, Colombes, France | Autriche    | 2-2      | Match amical | 3e 45e (pen.) |
| 10. | 20 avril 1952     | Stade olympique Yves-du-Manoir, Colombes, France | Portugal    | 3-0      | Match amical |               |

## Palmarès
- 10 sélections et 5 buts en équipe de France.
- Meilleur buteur du championnat de France de première division lors de la saison 1949-1950 (avec le Stade rennais UC).
- Champion de France de deuxième division lors de la saison 1955-1956 (avec le Stade rennais UC).